# نجا (الجوبة)

تعديل مصدري - تعديل

نجا هي إحدى قرى عزلة نجا بمديرية الجوبة التابعة لمحافظة مأرب، بلغ تعداد سكانها 1122 نسمة حسب تعداد اليمن لعام 2004.